# Baby pop
| Оценки критиков   | Оценки критиков |
| Источник          | Оценка          |
| ----------------- | --------------- |
| AllMusic          | [ 1 ]           |
| Forces Parallèles | [ 2 ]           |

Baby Pop — пятый альбом французской певицы Франс Галль в сопровождении Алена Горагера и его оркестра. Выпущен в октябре 1966 года.

## Список композиций
| №  | Название                 | Текст песни   | Музыка       | Длительность |
| -- | ------------------------ | ------------- | ------------ | ------------ |
| 1. | «Baby Pop»               | Серж Генсбур  | Серж Генсбур | 3:25         |
| 2. | «Faut-il que je t'aime»  | Морис Видалин | Жак Датен    | 2:13         |
| 3. | «Le temps de la rentrée» | Роберт Галль  | Патрис Галль | 1:37         |
| 4. | «Attends ou va-t'en»     | Серж Генсбур  | Серж Генсбур | 2:35         |
| 5. | «Mon bateau de nuit»     | Пьер Деланоэ  | Ален Горагер | 2:33         |
| 6. | «L'Amérique»             | Эдди Марней   | Гай Мажента  | 2:23         |

| №  | Название                            | Текст песни  | Музыка                         | Длительность |
| -- | ----------------------------------- | ------------ | ------------------------------ | ------------ |
| 1. | «Cet air-là»                        | Роберт Галль | Ален Горагер                   | 2:35         |
| 2. | «C'est pas facile d'être une fille» | Пьер Деланоэ | Гай Мажента и Жан-Пьер Буртэйр | 2:36         |
| 3. | «Nous ne sommes pas des anges»      | Серж Генсбур | Серж Генсбур                   | 2:45         |
| 4. | «On se ressemble toi et moi»        | Роберт Галль | Клод-Анри Вик                  | 2:49         |
| 5. | «Deux oiseaux»                      | Роберт Галль | Андре Попп                     | 2:26         |
| 6. | «Et des baisers»                    | Роберт Галль | Ален Горагер                   | 2:20         |